# حارة الحشيشية (صنعاء)
حارة الحشيشية هي إحدى حارات حي شعوب بمديرية شعوب إحد مديريات العاصمة اليمنية صنعاء، بلغ تعداد سكانها 733 نسمة حسب تعداد اليمن لعام 2004.